# Geneva (Illinois)
Geneva je grad u američkoj saveznoj državi Ilinois. Prema popisu stanovništva iz 2010. u njemu je živjelo 21.495 stanovnika.